# Pelouses, forêt et fort de Pagny-la-Blanche-Côte
Pelouses, forêt et fort de Pagny-la-Blanche-Côte este o arie protejată (sit de importanță comunitară — SCI) din Franța întinsă pe o suprafață de 141 ha, integral pe uscat.

## Localizare
Centrul sitului Pelouses, forêt et fort de Pagny-la-Blanche-Côte este situat la coordonatele 48°32′04″N 5°44′33″E / 48.53444°N 5.7425°E.

## Înființare
Situl Pelouses, forêt et fort de Pagny-la-Blanche-Côte a fost declarat arie specială de conservare în baza directivei 92/43 din 1992 referitoare la conservarea habitatelor naturale și a faunei și florei sălbatice pentru a proteja 9 specii de animale.

## Biodiversitate
Situată în ecoregiunea continentală, aria protejată conține 5 habitate naturale: Pajiști uscate seminaturale și facies de acoperire cu tufișuri pe substraturi calcaroase (Festuco-Brometalia) (* situri importante pentru orhidee), Grohotișuri medio-europene calcaroase, de la nivel colinar și montan, Păduri de fag Asperulo-Fagetum, Formațiuni de Juniperus communis pe lande sau pajiști calcaroase, Păduri de fag din Europa Centrală dezvoltate pe sol calcaros cu Cephalanthero-Fagion.
La baza desemnării sitului se află mai multe specii protejate:
- mamifere (6): liliac cârn (Barbastella barbastellus), liliac cu urechi mari (Myotis bechsteinii), liliac cărămiziu (Myotis emarginatus), liliac comun (Myotis myotis), liliacul mare cu potcoavă (Rhinolophus ferrumequinum), liliacul mic cu potcoavă (Rhinolophus hipposideros)
- nevertebrate (3): fluturele auriu (Euphydryas aurinia), Euplagia quadripunctaria, Oxygastra curtisii

Pe lângă speciile protejate, pe teritoriul sitului au mai fost identificate 14 specii de plante, 2 specii de păsări, 1 specie de amfibieni, 6 specii de mamifere, 7 specii de nevertebrate, 2 specii de reptile.